# Упурети (Мцхетский муниципалитет)
Упурети (груз. უფურეთი) — село в Грузии, на территории Мцхетского муниципалитета края (мхаре) Мцхета-Мтианети.

## География
Село находится в центральной части Грузии, к западу от реки Арагви, на расстоянии приблизительно 12 километров (по прямой) к северо-западу от города Мцхета, административного центра края и муниципалитета. Абсолютная высота — 979 метров над уровнем моря.

## Население
По результатам официальной переписи населения 2014 года в Упурети проживало 18 человек (9 мужчин и 9 женщин). В национальной структуре населения грузины составляли 77,8 %, осетины — 22,2 %.
| Год  | Население, человек |
| ---- | ------------------ |
| 2002 | 43                 |
| 2014 | ↘ 18               |